# Aucklandska umetnostna galerija
Aucklandska umetnostna galerija Toi o Tāmaki je glavna javna galerija v Aucklandu na Novi Zelandiji. Ima najobsežnejšo zbirko nacionalne in mednarodne umetnosti na Novi Zelandiji in pogosto gosti potujoče mednarodne razstave.
Galerija pod Albertovim parkom na vrhu hriba v osrednjem mestnem območju Aucklanda je bila leta 1888 ustanovljena kot prva stalna umetniška galerija na Novi Zelandiji.
V stavbi sta bili prvotno tako umetniška galerija Aucklanda kot javna knjižnica Aucklanda, odprta pa je bila z zbirkami, ki sta jih podarila dobrotnik guverner sir George Gray in James Tannock Mackelvie. To je bila druga javna umetniška galerija na Novi Zelandiji po javni umetniški galeriji Dunedin, ki je bila odprta tri leta prej, leta 1884. Wellingtonova novozelandska akademija lepih umetnosti je bila odprta leta 1892, javna knjižnica Wellington pa leta 1893.
Leta 2009 je bilo objavljeno, da je muzej prejel donacijo ameriškega poslovneža Juliana Robertsona, ocenjeno na več kot 100 milijonov dolarjev, kar je največja donacija te vrste v regiji. Dela bodo prevzeta iz zapuščine lastnika.

## Zgodovina
V 1870-ih je veliko ljudi v Aucklandu menilo, da mesto potrebuje občinsko umetniško zbirko, vendar novoustanovljeni mestni svet Aucklanda ni bil pripravljen nameniti sredstev za tak projekt. Po pritisku uglednih ljudi, kot je sir Maurice O'Rorke (predsednik predstavniškega doma) in drugi, je bila gradnja združene umetniške galerije in knjižnice potrebna zaradi obljube znatnih zapuščin dveh velikih dobrotnikov, nekdanjega kolonialnega guvernerja sira George Grayja in Jamesa Tannock Mackelvieja. Gray je obljubil knjige za občinsko knjižnico že leta 1872 in na koncu podaril veliko število rokopisov, redkih knjig in slik iz svoje zbirke Auckland Gallery & Library (skupaj je to znašalo več kot 12.500 predmetov, vključno s 53 slikami). Gradivo je posredoval tudi Cape Townu, kjer je bil tudi guverner. Greyeva zapuščina vključuje dela Casparja Netscherja, Henryja Fuselija, Williama Blakea in Davida Wilkieja.
Mackelvie je bil poslovnež, ki se je po vrnitvi v Britanijo še naprej zanimal za zadeve v Aucklandu. V začetku 1880-ih je napovedal darilo 105 uokvirjenih akvarelov, oljnih slik in zbirke risb. Njegovo darilo je na koncu obsegalo 140 predmetov, vključno s slikami, dekorativno umetnostjo, keramiko in pohištvom iz njegove londonske rezidence – ti tvorijo jedro zbirke Mackelvie Trust, ki si jo delijo Auckland City Art Gallery, Public Library in Auckland Museum. Mackelviejeva oporoka je določila ločeno galerijo za prikaz njegove dediščine; to ni bilo priljubljeno pri mestnih oblasteh, vendar je bila posebna soba namenjena zbirki leta 1893 in sčasoma, do  leta 1916, je bila zgrajena zgornja osvetljena galerija Mackelvie. Mackelvie Trust še naprej kupuje umetniška dela za dodajanje zbirki, ki zdaj vključuje pomembne brone 20. stoletja, kiparjev Arhipenka, Bourdella, Epsteina, Moora in Elisabethe Frink.

## Zbirka
V zbirki Aucklandske galerije so sprva prevladovale slike starih evropskih mojstrov, ki so sledile standardnemu okusu 19. stoletja. Danes se je zbirka razširila na več različnih obdobij, slogov in medijev ter šteje več kot 15.000 umetniških del. Predstavljeni so številni novozelandski in pacifiški umetniki, pa tudi Evropa in gradivo od srednjega veka do danes. Pomembni novozelandski umetniki z obsežno zastopanostjo so Gretchen Albrecht, Marti Friedlander, C.F. Goldie, Alfred Henry O'Keeffe, Frances Hodgkins, Gottfried Lindauer in Colin McCahon. Nekaj teh del so prispevali umetniki sami.

### Partridge
Leta 1915 je Henry Partridge, poslovnež iz Aucklanda, Galeriji podaril zbirko slik Māori Gottfrieda Lindauerja. Darilo je naredil pod pogojem, da prebivalci Aucklanda zberejo 10.000 funtov za belgijski sklad za pomoč. Denar je bil zbran v nekaj tednih.

### Wertheim
Druga velika dobrotnica je bila Lucy Carrington Wertheim. Gospodična Wertheim je bila lastnica umetniške galerije v Londonu in je s svojo podporo izseljenke umetnice Frances Hodgkins Aucklandski umetniški galeriji podarila reprezentativno zbirko britanskih slik iz obdobja med vojnama. Njena darila v letih 1948 in 1950 so skupaj obsegala 154 del sodobnih britanskih umetnikov, vključno s Christopherjem Woodom, Frances Hodgkins, Phelanom Gibbom, R. O. Dunlopom in Alfredom Wallisom. Zbirka Wertheim je bila sprva razstavljena v ločeni sobi, ki jo je 2. decembra 1948 odprl župan J. A. C. Allum.

### Nan Kivell
Leta 1953 je Rex Nan Kivell podaril pomembno zbirko grafik, vključno z deli Georgea Frencha Angasa, Sydneyja Parkinsona, Nicholasa Chevalierja in Augustusa Earla. V 1960-ih je na trg prišla Watsonova zapuščina, zbirka evropske srednjeveške umetnosti. Leta 1967 je bila podarjena Spencerjeva zbirka zgodnjih angleških in novozelandskih akvarelov, ki je vključevala zgodnje novozelandske poglede Johna Gullyja, Johna Hoyta in Johna Kinderja. Leta 1982 ob smrti dr. Walterja Auburna, zbiralca grafik in cenjenega svetovalca galerijskega oddelka za grafike in risbe, je Mackelvie Trust prejel njegovo veličastno zbirko več kot tisoč in pol grafik, vključno z deli Callota, Piranesija, della Bella in Hollarja.

### Chartwell
Leta 1997 je bila zbirka Chartwell, ki jo je leta 1974 ustanovil poslovnež iz Hamiltona Rob Gardiner, prenesena iz Muzeja umetnosti in zgodovine Waikato na dolgoročno posojo v Auckland Art Gallery Toi o Tamaki. Do leta 2022 je zbirka Chartwell imela več kot 2000 predmetov in je bila redna v programu umetniške galerije Auckland skupaj s posebnimi razstavami del iz zbirke in novimi pridobitvami. Aucklandska umetnostna galerija Toi o Tāmaki je sodelovala tudi pri skupnih nakupih, vključno z The Indefinite Article Michaela Parekowhaija leta 1990 in Untilted (Studded Suit) Giovannija Intre leta 2003. Izbrane razstave zbirke Chartwell v Aucklandski umetniški galeriji  Toi o Tamaki vključujejo: The Chartwell Collection: A Selection (1997), Home and Away, Sodobna avstralska in novozelandska umetnost iz Chartwell Collection (1999), Nine Lives: The Chartwell Exhibition (2003), Made Active : The Chartwell Show (2012), Shout, Whisper, Wail (2017) in Walls to Live Inside / Rooms to Own (2023).

### Dame Jenny Gibbs
Sprva s svojim možem Allanom je Jenny Gibbs dolgoletna podpornica galerijske zbirke in dejavnosti, vključno z ustanovitvijo Patron's Group, ki je skupaj z zakoncema Gibbs leta 1987 podarila Colinu McCahonu sliko Comet (F8, F9, F10) iz leta 1974.
V zadnjem času je Dame Jenny Gibbs obeležila številne priložnosti z obdarovanjem, vključno s sliko Gordona Waltersa iz leta 1971 Geneology 5 v poklon direktorju Chrisa Sainesa leta 2022 in No Ordinary Sun Ralpha Hotereja v spomin na umetnika leta 2013. Zbirki je podarila tudi precejšnje število slik Gordona Waltersa, vključno z Modro in rumeno 1967.

### Robertson
Leta 2009 je bilo objavljeno, da bo ameriški investitor Julian Robertson umetniški galeriji Auckland podaril umetnine v vrednosti 115 milijonov dolarjev. Donacija je vključevala dela Paula Cézanna, Paula Gauguina, Pabla Picassa, Henrija Matissa, Pieta Mondriana, Salvadorja Dalíja, Georgesa Braquesa, Andréja Deraina, Fernanda Légerja, Pierra Bonnarda in Henrija Fantin-Latourja in je bila največja te vrste v Avstralaziji. Po donaciji so sobe Kitchener Street poimenovali galeriji Julian in Josie Robertson.

## Google Art Project
4. aprila 2012 je bilo objavljeno, da se bo Aucklandska umetniška galerija pridružila projektu Google Art. »To je fantastična priložnost, da s preostalim svetom delimo nekaj najboljšega iz naše novozelandske in mednarodne zbirke«, je dejal direktor galerije RFA Chris Saines. »Ljudje lahko od blizu spoznavajo novozelandsko umetnost in uživajo v njej, tudi ko so na drugi strani planeta«. Umetnostna galerija je k projektu prispevala 85 umetniških del: 56 jih je iz njene novozelandske pacifiške zbirke in 29 mednarodnih umetnikov. Dva višja kustosa galerije, Ron Brownson (novozelandska in pacifiška umetnost) in Mary Kisler (zbirka Mackelvie, mednarodna umetnost), sta izbrala dela. Primeri novozelandske umetnosti, ki so zdaj na voljo prek Google Art Project, so On Building Bridges (1952) Colina McCahona in slike Frances Hodgkins.

## Stavbe
Glavno galerijsko stavbo so prvotno zasnovali melbournski arhitekti Grainger & D'Ebro, da ne bi bila samo umetniška galerija, temveč tudi pisarne mestnega sveta, predavalnica in javna knjižnica. Zgrajena je iz opeke in ometa v zgodnjem francoskem neorenesančnem slogu in je bila dokončana leta 1887, prizidek je bil zgrajen leta 1916. Visoka je tri nadstropja, z mansardo v strmih poševnih strehah in šestnadstropnim stolpom z uro. Stavba je bila 24. novembra 1983 registrirana kot predmet dediščine kategorije I s strani Heritage New Zealand, navedena z registrsko številko 92.
Nova stavba se je sčasoma izkazala za premajhno za namestitev vseh oddelkov Sveta, zato je bilo ugotovljeno, da je potreben prostor v Carinarnici v Customs Street. Po dokončanju mestne hiše v Aucklandu leta 1911 so vsi oddelki sveta zapustili stavbo galerije, kar je omogočilo razširitev galerijskih prostorov, vključno z dodatnim prostorom za delavnice za umetnostne tečaje. Več umetnikov je vzdrževalo ateljejske prostore v kompleksu v obdobju tik po vojni; tkalka Ilse von Randow je izkoristila prostore stolpa z uro in na kraju samem ustvarila slovesne zavese Umetnostne galerije, izvedene kot del modernizacije v 1950-ih. Leta 1969 so bili umetniški tečaji in ateljeji preseljeni v Ponsonby, kjer je bila odpuščena policijska postaja Johna Campbella na 1 Ponsonby Road ponovno ustanovljena kot »Artstation«, ki nadaljuje galerijske programe ozaveščanja.
Od leta 1969 do 1971 so stavbo preuredili in dodali nov trakt ter vrt kipov. To je bil rezultat izdatne zapuščine Philipa Edmistona, ki je bila objavljena leta 1946 in je predvidevala gradnjo nove galerije. Leta 1971 je Ewen Wainscott javno knjižnico preselil v novo stavbo Aucklandske javne knjižnice na bližnji ulici Lorne Street.
V poznih 2000-ih se je razpravljalo o večji razširitvi, ki je iz nekaterih strani požela precejšnje kritike zaradi stroškov, zasnove in dejstva, da bo potrebno zemljišče iz Albert Parka. Galerija se je konec leta 2007 zaprla zaradi obsežnih prenov in razširitev ter ponovno odprla 3. septembra 2011. Med zaprtjem so v galeriji NEW na vogalu ulic Wellesley in Lorne potekale začasne razstave.
Leta 2008 se je svet odločil, da nadaljuje z razširitvijo, ki se je končala leta 2011 za skupno 113 milijonov novozelandskih dolarjev, od katerih je mestni svet Aucklanda prispeval nekaj manj kot 50 milijonov novozelandskih dolarjev.
Zasnova razširitve, ki jo je izvedlo avstralsko arhitekturno podjetje FJMT v sodelovanju z Archimedia iz Aucklanda, je povečala razstavni prostor za 50 % za do 900 umetniških del in zagotovila namenske izobraževalne, otroške in družinske prostore. Kot del nadgradnje so bili obstoječi deli stavbe prenovljeni in obnovljeni v stanje iz leta 1916 – med drugim so zagotovili, da je bilo 17 različnih nadstropij v stavbi zmanjšanih na samo 6. Prenova je prejela 17 arhitekturnih in 6 nagrad, povezanih z oblikovanjem, vključno Svetovna stavba leta 2013 Svetovnega arhitekturnega festivala.
Enega od zapečatenih vhodov v tunele Albert Parka najdete za umetniško galerijo na ulici Wellesley Street.

## Direktorji
Čeprav je bila ustanovljena leta 1888, galerija ni zaposlovala poklicnega direktorja do imenovanja Angleža Erica Westbrooka leta 1952.
- 2019 – trenutno: Kirsten Paisley
- 2013–2018: Rhana Devenport
- 1996–2013: Chris Saines
- 1988–1995: Christopher Johnstone
- 1981–1988: Rodney Wilson
- 1979–1981: Grant Kirby (v.d. direktorja)
- 1974–1979: Profesor Ernest Smith
- 1972–1974: Richard Teller Hirsch
- 1965–1972: Gil Docking
- 1956–1965: Profesor Peter Tomory
- 1952–1955: dr. Eric Westbrook